# بیرمنگهام (نیوجرسی)
بیرمنگهام (به انگلیسی: Birmingham) یک منطقهٔ مسکونی در ایالات متحده آمریکا است که در پمبرتون، نیوجرسی واقع شده‌است. بیرمنگهام ۳۳ نفر جمعیت دارد و ۱۰٫۰۶ متر بالاتر از سطح دریا واقع شده‌است.